# Croton wissmannii
Croton wissmannii là một loài thực vật có hoa trong họ Đại kích. Loài này được O.Schwartz mô tả khoa học đầu tiên năm 1939.